# Bob Good
Robert Good dit Bob Good, né le 11 septembre 1965 à Wilkes-Barre en Pennsylvanie, est un homme politique américain. Membre du Parti républicain, il est élu de Virginie à la Chambre des représentants des États-Unis de 2021 à 2025.

## Biographie

### Jeunesse et carrière professionnelle
Bob Good grandit dans la région de Lynchburg en Virginie, au sein d'une famille pauvre. Élève d'un lycée chrétien privé, il rejoint l'université Liberty grâce à une bourse sportive après avoir remporté une compétition de lutte. Il est diplômé d'un baccalauréat universitaire de cette université en 1988.
Il travaille pendant 17 ans au sein de CitiFinancial. En 2005, il rejoint l'université Liberty où il est directeur adjoint du département de l'athlétisme et directeur exécutif des Flames de Liberty. Il s'occupe notamment de lever des fonds pour les programmes de bourses d'études athlétiques. Il quitte l'université en janvier 2020 pour se consacrer à sa carrière politique. Pendant qu'il exerce à l'université Liberty, il obtient une maîtrise en administration des affaires en 2010.

### Carrière politique
En 2015, Bod Good est élu au conseil des superviseurs du comté de Campbell. Durant son mandat de 2016 à 2019, il se concentre notamment sur les questions de société, pour faire du comté un « sanctuaire du deuxième amendement » ou condamner la légalisation du mariage homosexuel. Il s'oppose également aux hausses d'impôts, y préférant par exemple augmenter les tarifs des ambulances.
Lors des élections de 2020, il se présente à la Chambre des représentants des États-Unis dans le 5e district de Virginie, dans le centre de l'État, face au républicain Denver Riggleman qui est fortement critiqué au sein de son parti, en particulier après avoir célébré un mariage homosexuel,. De son côté, Bob Good se dit en mission pour faire revenir les valeurs judéo-chrétiennes à Washington. Le comité républicain du district, dont certains reçoivent des dons de Bod Good, choisissent d'organiser une convention avec des activistes du parti plutôt qu'une primaire ouverte aux électeurs,. Environ 2 500 républicains participent à la convention, qui se tient sous la forme d'un drive sur le parking d'une église de Lynchburg. Malgré le soutien de Donald Trump à Denver Riggleman, celui-ci est battu par Bob Good qui rassemble 58 % des voix. Durant l'élection de novembre, il affronte le médecin démocrate Cameron Webb, qui lève bien davantage de fonds que lui. En raison des positions extrémistes de Bob Good, l'élection devient serrée dans cette circonscription historiquement républicaine. Il remporte finalement l'élection avec 52,4 % des suffrages (contre 47,3 % pour Cameron Webb).
Dans le cadre des primaires républicaines pour l'élection présidentielle de 2024, il apporte son soutien à son Ron DeSantis. Quelques semaines plus tard, Donald Trump apporte son soutien à John McGuire, candidat contre Bob Good à la primaire républicaine pour le 5e district de Virginie. McGuire remporte de peu la primaire du 18 juin, un résultat confirmé en août à l'issue d'un recomptage des voix demandé par Bob Good. Celui-ci démissionne en conséquence de la présidence du Freedom Caucus le 17 septembre.

## Positions politiques
Bob Good se décrit comme un « conservateur biblique ».
Il est particulièrement conservateur sur les questions de sociétés. Il estime que certaines lois anti-discrimination contre les personnes LGBT sont des atteintes à la liberté religieuse et s'oppose au mariage homosexuel, comparant l'arrêt Obergefell v. Hodges (qui légalise le mariage homosexuel) à l'arrêt Scott v. Sandford (qui nie la nationalité américaine aux Noirs). Il souhaite également que la loi oblige les personnes transgenres à utiliser les toilettes selon leur sexe assigné à la naissance,. Il propage de fausse accusations estimant que Planned Parenthood vend des fœtus avortés sur le marché noir.
Bob Good fait partie des républicains radicaux sur les questions d'immigration. Il s'oppose au droit du sol, souhaite faire de l'anglais la langue officielle des États-Unis, et interdire l'accès à l'école ou aux soins aux étrangers en situation irrégulière.
En matière d'économie, il s'oppose aux hausses d'impôts.
Le 15 mars 2021, il vote contre une proposition visant à décorer les officiers de police ayant participé à la défense du Capitole lors de l'assaut du Capitole par des partisans de Donald Trump. Il est rejoint par seulement vingt de ses collègues républicains.
Il est l'un des membres les plus en vue du Freedom Caucus, qui rassemble au Congrès la frange la plus radicale du Parti républicain.